# Route nationale 86 (France)
Pour les articles homonymes, voir Route nationale 86.
La route nationale 86, ou RN 86, est une route nationale française reliant historiquement Lyon à Beaucaire puis Nîmes par la rive droite du Rhône. En 2022, elle relie Bollène (La Croisière, sur la route nationale 7) à Bagnols-sur-Cèze.

## Histoire

### Création de la route
En 1824, la route nationale 86 est définie comme la route « de Lyon à Beaucaire par la rive droite du Rhône », d'une longueur de 213,503 km. Le tracé historique traversait quatre départements : le Rhône, la Loire, l'Ardèche et le Gard.

### De 1930 à 2005
Une loi du 16 avril 1930 classe près de 40 000 km de voies départementales et communales dans le domaine routier national. La nomenclature des routes nationales de 1933, parue dans le Journal officiel de la République française le 14 septembre 1933, définit quatorze annexes à la route nationale 86, qui correspondent pour la plupart à des franchissements du Rhône entre les départements de l'Ardèche et de la Drôme.
En 1952, une modification d'itinéraire est entreprise consécutivement à la création du grand itinéraire de Marseille à Bordeaux (route nationale 113). La route nationale 86 reprend la RN 87 jusqu'à Nîmes et l'ancien tracé de la RN 86 allant jusqu'à Beaucaire devient la RN 86L.
La construction du boulevard périphérique sud de Nîmes (ouvert en 1968) a entraîné la déviation de cette route en son terminus sud, ne desservant plus le centre urbain.
En 1972, une première vague de déclassements entraîne le transfert de plus de 55 000 km de routes nationales aux départements. Pour la route nationale 86, elle concerne surtout les antennes mais également quelques petites portions urbaines, comme à Lyon, avec la section entre les ponts Gallieni et de La Mulatière (2,140 km). Depuis 1974, le quai Perrache (où passait cette route) situé dans le 2e arrondissement de Lyon est absorbé par l'autoroute A7.
La section de Lyon à Brignais est déclassée en 1990 en route départementale 486.
En 1998, une portion de voie nouvelle a été intégrée à la RN 86 à Luzin, sur la commune de Chavanay.

### Déclassement général et nouvel itinéraire
Le décret no 2005-1499 du 5 décembre 2005 ne conserve que la section de route située « entre Pont-Saint-Esprit (route départementale 994D) et Bagnols-sur-Cèze (route départementale 6) » ainsi qu'une partie de la RD 994D entre la RN 7 et la RN 86 qui est classée dans le réseau routier national. Les autres tronçons sont reversés aux départements qui en assurent la gestion :
- dans le Rhône, entre Brignais et la limite Rhône-Loire : D 386 ;
- dans la Loire : D 1086 ;
- en Ardèche : D 86 ;
- dans le Gard : D 6086 entre la limite Ardèche-Gard et Pont-Saint-Esprit et entre Bagnols-sur-Cèze et Nîmes.

Un arrêté du 14 août 2006, paru au Journal officiel le 30 août, classe :
- dans le Vaucluse, les routes départementales (RD) 994[Note 2] et 994D[Note 3] sur une longueur de 4 274 m[8] ;
- dans le Gard, la route départementale 994D[Note 3] sur une longueur de 2 340 m[9].

Ces deux sections, en plus de la seule section subsistante entre le sud de Pont-Saint-Esprit et Bagnols-sur-Cèze, constituent le tracé actuel (en 2022) de la route nationale 86. Celle-ci se raccorde à la RN 7 puis sur l'A7 via la RD 994 à son extrémité nord-est, et à la route nationale 580 à son extrémité sud.
La loi n° 2022-217 du 21 février 2022 prévoit le transfert des routes nationales aux collectivités volontaires. La nationale 86 sera transféré au 1er janvier 2024 au département du Vaucluse de la section situé sur son territoire.

## Projets
- Mise à 2 × 2 voies de la liaison entre Pont-Saint-Esprit et Roquemaure, incluant une portion de la route nationale 86 jusqu'à Bagnols-sur-Cèze. Projet déclaré d'utilité publique le 13 avril 1999[11].

## Rôle et trafic
L'ancienne route nationale 86 assure la desserte de l'ensemble de la vallée du Rhône en traversant l'Ardèche ; la desserte du département du Gard se fait en revanche à l'écart de cet axe fluvial, au milieu de la garrigue et des contrées viticoles.
Elle constitue une alternative à la route nationale 7 souvent encombrée en été, qui dessert la Drôme.

### Exploitation
La portion de la route nationale 86 entre Lamotte-du-Rhône et Bagnols-sur-Cèze est gérée par la Direction interdépartementale des Routes Méditerranée.
Les autres sections déclassées sont gérées par les départements.

### Trafic
Certaines sections reversées aux départements sont classées route à grande circulation par le décret no 2010-578 du 31 mai 2010 modifiant le décret no 2009-615 du 3 juin 2009 :
- dans le Rhône : entre La Mulatière et la RD 50 à Oullins (RD 486) puis entre l'autoroute A450 à Brignais et la limite avec la Loire (RD 386)[13] ;
- dans la Loire : intégralité[14] ;
- dans l'Ardèche : intégralité[15] ;
- dans le Gard : à Pont-Saint-Esprit entre la limite du département et la N 86, entre la RD 135 à Marguerittes et l'échangeur 24 de l'autoroute A9 à Nîmes[16].

## Tracé (avant 2006)

### De Lyon à Serrières
Les communes traversées sont :
- Lyon (km 0)
- La Mulatière (km 1)
- Oullins (km 2)
- Saint-Genis-Laval (km 5)
- Brignais (km 9)
- Grigny (km 17)
- Givors (km 20)
- Loire-sur-Rhône
- Saint-Romain-en-Gal (km 30)
- Sainte-Colombe
- Saint-Cyr-sur-le-Rhône
- Ampuis (km 37)
- Tupin-et-Semons (km 38)
- Condrieu (km 41)
- Vérin
- Saint-Michel-sur-Rhône
- Chavanay
- Saint-Pierre-de-Bœuf (km 51)
- Limony (km 55)
- Serrières (km 59)

### De Serrières à Guilherand-Granges
- Peyraud
- Champagne
- Andance (km 69)
- Silon, commune de Sarras
- Sarras (km 75)
- Ozon
- Arras-sur-Rhône (km 81)
- Vion (km 85)
- Saint-Jean-de-Muzols
- Tournon-sur-Rhône (km 91)
- Mauves (km 96)
- Châteaubourg (km 100)
- Cornas (km 104)
- Saint-Péray (km 105)
- Guilherand-Granges (km 108)

### De Guilherand-Granges à Pont-Saint-Esprit

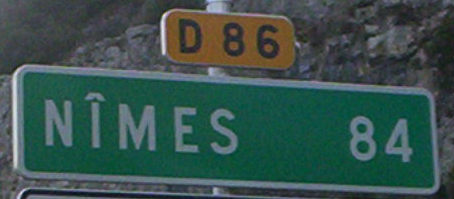
Panneau d'indication vers Nîmes avec la nouvelle numérotation de la route (D86)

- Soyons (km 113)
- Charmes-sur-Rhône (km 116)
- Beauchastel (km 121)
- La Voulte-sur-Rhône (km 125)
- Le Pouzin (km 131)
- Baix (km 136)
- Cruas (km 143)
- Meysse (km 149)
- Rochemaure (km 152)
- Le Teil (km 157)
- Viviers (km 166)
- Saint-Montan (km 174)
- Bourg-Saint-Andéol (km 181)
- Saint-Marcel-d'Ardèche (km 187)
- Saint-Just-d'Ardèche (km 190)
- Pont-Saint-Esprit (km 196)

### De Pont-Saint-Esprit à Nîmes
- Bagnols-sur-Cèze (km 207)
- Pouzilhac (km 222)
- Valliguières (km 226)
- Remoulins (km 235)
- Saint-Bonnet-du-Gard (km 237)
- Bezouce (km 244)
- Saint-Gervasy (km 246)
- Marguerittes (km 248)
- Nîmes (km 256)

## Antennes et franchissements du Rhône
Des voies enjambant le Rhône relient les nationales 86 et 7 entre l'Ardèche et la Drôme.
En 1933, onze annexes ont été définies. Une douzième annexe est créée en 1950 à la suite de la modification de l'itinéraire de la route nationale 86.
| Numéro | Itinéraire                                        | Tracé                                  | Déclassement (ou reclassement)                                                 | Numéros actuels                                     |
| ------ | ------------------------------------------------- | -------------------------------------- | ------------------------------------------------------------------------------ | --------------------------------------------------- |
| N 86A  | Annexe de la Mulatière à Lyon par le pont Tilsitt | Lyon à La Mulatière                    | Déclassée en intégralité dans le Rhône (3,718 km)                              | D 487                                               |
| N 86B  | Annexe du pont d'Andance                          | Andance à Andancette                   | Déclassée en intégralité dans l'Ardèche (0,180 km)                             | D 86B (Ardèche)                                     |
| N 86C  | Annexe du pont de Saint-Vallier-sur-Rhône         | Sarras à Saint-Vallier                 | Déclassée en intégralité dans l'Ardèche (1,180 km) et dans la Drôme (0,367 km) | D 86C (Ardèche) et D 886 (Drôme)                    |
| N 86D  | Annexe de la passerelle de Tournon-sur-Rhône      | Tournon-sur-Rhône à Tain-l'Hermitage   |                                                                                | ancienne passerelle détruite                        |
| N 86E  | Annexe de la Voulte-sur-Rhône                     | La Voulte-sur-Rhône                    | Déclassée en intégralité dans l'Ardèche (0,760 km)                             | voirie communale (sans lien avec la D 86E actuelle) |
| N 86F  | Annexe du pont de la Voulte-sur-Rhône             | La Voulte-sur-Rhône à Livron-sur-Drôme | Déclassée en intégralité dans l'Ardèche (1,570 km) et dans la Drôme (4,743 km) | D 86F (Ardèche) et D 86 (Drôme)                     |
| N 86G  | Annexe du pont du Pouzin                          | Le Pouzin à Loriol-sur-Drôme           | Reclassée et renumérotée N 104 puis N 304                                      | D 104 (Ardèche) et D 104N (Drôme)                   |
| N 86H  | Annexe du pont de Rochemaure                      | Rochemaure à Ancône                    | Déclassée en intégralité dans l'Ardèche (1,035 km)                             | D 86H (Ardèche) et D 11 (Drôme)                     |
| N 86I  | Annexe du pont de Viviers                         | Viviers à Châteauneuf-du-Rhône         | Déclassée en intégralité dans l'Ardèche (0,900 km)                             | D 86I (Ardèche) et D 73 (Drôme)                     |
| N 86J  | Annexe du pont de Donzère                         | Viviers-Sud à Donzère                  | Déclassée en intégralité dans l'Ardèche (1,170 km) et dans la Drôme (1,4 km)   | D 86J (Ardèche) et D 486 (Drôme)                    |
| N 86J  |                                                   | Viviers-Sud à Pierrelatte              | Renumérotée N 93                                                               | D 93 (Ardèche) et D 93N (Drôme)                     |
| N 86K  | Annexe du pont de Bourg-Saint-Andéol              | Bourg-Saint-Andéol à Pierrelatte       | Déclassée en intégralité dans l'Ardèche (0,610 km)                             | D 86K (Ardèche) et D 59 (Drôme)                     |
| N 86L  |                                                   | Remoulins à Beaucaire                  | Déclassée en intégralité dans le Gard (16,723 km)                              | D 986L                                              |

Les déclassements de 1972, pour ces antennes, prennent effet au 1er janvier 1973 pour les départements de l'Ardèche, du Gard et du Rhône et au 1er février 1973 dans la Drôme.
Autres franchissements du Rhône entre les routes nationales 86 et 7 :
- N 82 entre Serrières et Sablons : déclassée en D 820 et D 1082 (réforme de 2005)
- N 95 entre Tournon-sur-Rhône et Tain-l'Hermitage : déclassée en D 95 et D 95N (réforme de 2005)
- N 533 entre Guilherand-Granges et Valence : déclassée en D 533 et D 533N
- N 102 entre Le Teil et Montélimar
- N 94 (déclassée D 994 et reclassée N 86) : Pont-Saint-Esprit à Bollène